# Allan Cuthbertson
Allan Cuthbertson (* 7. April 1920 in Perth; † 8. Februar 1988 in London) war ein australischer Schauspieler.

## Leben
Cuthbertson war in Australien als Bühnenschauspieler aufgetreten. Während des Zweiten Weltkriegs war er als Soldat in Europa stationiert und blieb nach der Rückkehr ins Zivilleben in England. Dort konnte er seine Theaterkarriere insbesondere in Shakespearestücken fortsetzen. Ab 1954 übernahm er auch Nebenrollen im Film und später beim Fernsehen.

## Filmografie (Auswahl)
- 1954: Major Carrington (Carrington VC)
- 1957: Kapitän Seekrank (Barnacle Bill)
- 1958: Eiskalt in Alexandrien – Feuersturm über Afrika (Ice Cold in Alex)
- 1958: Der Weg nach oben (Room at the Top)
- 1959: Die Würger von Bombay (The Stranglers of Bombay)
- 1960: The Malpas Mystery
- 1960: Einst ein Held (Tunes of Glory)
- 1961: Die Kanonen von Navarone (The Guns of Navarone)
- 1961: General Pfeifendeckel (On the Double)
- 1961: Man at the Carlton Tower
- 1962: Spiel mit dem Schicksal (Term of Trial)
- 1962: Der zweite Mann (The Running Man)
- 1963: Auch die Kleinen wollen nach oben (The Mouse on the Moon)
- 1963: Neun Stunden zur Ewigkeit (Nine Hours to Rama)
- 1964: Beim siebten Morgengrauen (The 7th Dawn)
- 1965: Geheimaktion Crossbow (Operation Crossbow)
- 1965: Mit Schirm, Charme und Melone – Ausverkauf des Todes (Gastrolle)
- 1966: Das Geheimnis der weißen Nonne
- 1967: Dave – Zuhaus in allen Betten (Sinful Davey)
- 1967: Mit Schirm, Charme und Melone – Der wahr gewordene Alptraum (Gastrolle)
- 1968: Mit Schirm, Charme und Melone – Das Glaspflegeinstitut (Gastrolle)
- 1967: Der Mann mit dem Koffer (Man in a Suitcase) (Fernsehserie, 1 Folge)
- 1969: Das Loch im Himmel (The Body Stealers)
- 1969: Kapitän Nemo (Captain Nemo and the Underwater City)
- 1969: Callan (Fernsehserie, 1 Folge)
- 1969: Alien Invasion (The Body Stealers)
- 1970: Die 2 (Krimiserie): Staffel 1, Folge 12: Seine Lordschaft Danny Wilde
- 1971: Jagd durchs Feuer (The Firechasers)
- 1975: Fawlty Towers: Episode Gourmet Night – Colonel Hall
- 1979: Die Seewölfe kommen (The Sea Wolves)
- 1980: Agentenpoker (Hopscotch)
- 1985: Mord à la Carte (Thirteen at Dinner)